# Melinda emeishanensis
Melinda emeishanensis este o specie de muște din genul Melinda, familia Calliphoridae, descrisă de Fan, Gan, Fang, Zheng, Chen și Tao în anul 1997.
Este endemică în Sichuan. Conform Catalogue of Life specia Melinda emeishanensis nu are subspecii cunoscute.